# グナエウス・コルネリウス・スキピオ・ヒスパッルス
グナエウス・コルネリウス・スキピオ・ヒスパッルス（Gnaeus Cornelius Scipio Hispallus 、- 紀元前176年）は、紀元前2世紀初頭の共和政ローマの政治家・軍人。紀元前176年に執政官（コンスル）を務めたが、任期中に没した。

## 出自
ローマ筆頭の名門のひとつコルネリウス氏族のスキピオ家に生まれる。父は紀元前222年の執政官グナエウス・コルネリウス・スキピオ・カルウスで、第二次ポエニ戦争ではヒスパニアで戦い、戦死している。祖父は紀元前259年の執政官ルキウス・コルネリウス・スキピオ。紀元前191年の執政官プブリウス・コルネリウス・スキピオ・ナシカとは兄弟に当たる。

## 経歴
ティトゥス・リウィウスは、紀元前199年に死去したガイウス・スルピキウス・ガルバに代わって、コルネリウス・スキピオが神祇官（ポンティフェクス）に就任したとしているが、これがスキピオ・ヒスパッルスのことと思われる。紀元前179年にスキピオ・ヒスパッルスはプラエトル（法務官）に就任するが、紀元前198年以来定員6人とされていたのが、この年は4人に減らされた。くじ引きの結果、スキピオ・ヒスパッルスは外国人担当法務官となった。紀元前180年のウィリス・アナリス法により、執政官は42歳以上と定められていた。スキピオ・ヒスパッルスはこれを満たしていたため、紀元前177年末の執政官選挙にパトリキ（貴族）候補として立候補し、当選した。同僚のプレブス（平民）執政官はクィントゥス・ペティッリウス・スプリヌスであった。
元老院は両執政官の担当地域はリグリアとピサとし、それぞれ新たに編成された2個ローマ軍団と騎兵300、アウクシリア（同盟軍）の歩兵1万と騎兵600を与えた。また、ピサ担当の執政官は、年末に選挙実施のためにローマに戻るように命じられた。くじ引きの結果、スキピオ・ヒスパッルスがピサの担当となったが、出発することはなかった。アルバン山からの帰り道、馬から落ちて足が不自由になってしまったのだ。スキピオ・ヒスパッルスは治療のためクマエの温泉に行ったが、徐々に悪化しそこで死亡した。遺体はローマに運ばれ、盛大な葬儀が執り行われた。補充執政官の選挙が実施され、ガイウス・ウァレリウス・ラエウィヌスが選ばれた。

## 家族
スキピオ・ヒスパッルスの墓から妻の名前が発見されており、パウラ・コルネリアであったことが分かっている。紀元前139年の法務官グナエウス・コルネリウス・スキピオ・ヒスパッルスは二人の間の子供である。

## 参考資料

### 古代の資料
- ティトゥス・リウィウス『ローマ建国史』

### 研究書
- Broughton R. Magistrates of the Roman Republic. - New York, 1951. - Vol. I. - P. 600.
- Münzer F. Cornelius 346 // Paulys Realencyclopädie der classischen Altertumswissenschaft . - 1900. - Bd. VII. - Kol. 1492-1493.
- Münzer F. Cornelius 445 // Paulys Realencyclopädie der classischen Altertumswissenschaft . - 1900. - Bd. VII. - Kol. 1600.